# Зубарева Марія Володимирівна
Марія Володимирівна Зубарева (нар. 24 лютого 1962, Москва—23 листопада 1993, там же) — радянська і російська акторка. 

## Біографія
Марія Зубарева виросла в Москві в творчій родині: батько — актор, дитячий письменник; мати — режисерка телебачення. У роки навчання Марія проявила здібності до точних наук, захоплювалася математикою і журналістикою, займала призові місця на олімпіадах. У восьмому класі вступила до Школи юного журналіста. Закінчила школу з поглибленим вивченням англійської мови, готувалася вступати до інституту іноземних мов. Але завдяки рекомендації знайомих батьків — викладачів вступила в Щукінське училище, яке закінчила в 1983 році на курсі у Юрія Катіна-Ярцева. 
Працювала в Московському театрі ім. Пушкіна. Стала широко відомою після роботи у фільмі «Мордашка» і головній ролі в першому російському серіалі «Дрібниці життя». Однак виявлене онкологічне захворювання не дало продовжити роботу в серіалі. 
Марія Зубарєва померла на 32-му році життя від раку 23 листопада 1993 року. Причини смерті досі невідомі докладно: не розголошується, що саме було уражено хворобою; можливо, це був рак печінки. Також немає інформації про розмір ураження і метастази. Похована на Введенському кладовищі (23 ділянка). 

## Особисте життя
Була тричі одружена (перший чоловік — музикант Борис Кінер, другий — кіноактор Ігор Шавлак). Мала трьох дітей: дочку Анну від першого шлюбу і близнюків Романа і Єлизавету від третього. 

## Творчість

### Фільмографія
1. 1984 — Другий раз в Криму — Марія, дружина Князєва
2. 1984 — Розставання — Галя, наречена Роберта
3. 1984 — Третій у п'ятому ряду — Олена Іванівна, вихователька Єлизавети в дитячому садку
4. 1985 — Повернення Будулая — Наташа, наречена Івана
5. 1986 — В бездоріжжя — Надя Селіна
6. 1990 — Мордочка — Юля
7. 1990 — Сукині діти — Ніночка
8. 1991 — Геніальна ідея — подруга Саші, «підсадна качка»
9. 1992 — Великий мурашиний шлях
10. 1992 — Дрібниці життя — Маша Кузнєцова, вчителька, дружина Сергія